# UFC 177
UFC 177: Dillashaw vs. Soto foi um evento de artes marciais mistas promovido pelo Ultimate Fighting Championship, ocorrido em 30 de agosto de 2014, na Sleep Train Arena, em Sacramento, nos Estados Unidos.

## Background
A revanche pelo Cinturão Peso Galo do UFC entre o atual campeão TJ Dillashaw e o ex-campeão Renan Barão seria a luta principal do evento. Na primeira luta no UFC 173, Dillashaw derrotou o então campeão Barão por nocaute técnico no quinto round. No entanto, no dia da pesagem, Barão passou mal e foi substituído pelo estreante no UFC, veterano do TPF e ex-Campeão Peso-Pena do Bellator Joe Soto, que enfrentaria Anthony Birchak no evento. Birchak foi retirado do card.
Demetrious Johnson defenderia o Cinturão Peso Mosca do UFC contra o desafiante Chris Cariaso no co-evento principal, no entanto, uma lesão de Jon Jones que faria o evento principal do UFC 178, a luta foi movida para a luta principal do evento.
Com o cancelamento do UFC 176, as luta entre Bethe Correia e Shayna Baszler, Tony Ferguson e Danny Castillo, Derek Brunson e Lorenz Larkin foram movidas para esse evento.
Os pesados Ruslan Magomedov e Richard Odoms se enfrentariam nesse evento, no entanto, Odoms teve que se retirar da luta com uma lesão e Magomedov foi retirado do card.
Justin Edwards enfrentaria Yancy Medeiros no evento. No entanto, Edwards se retirou da luta dias antes do evento com uma lesão e foi substituído por Damon Jackson.
Era esperado que o medalhista olímpico Henry Cejudo enfrentasse Scott Jorgensen no evento, porém, no dia da pesagem Cejudo passou mal e teve que se retirar da luta. A luta foi riscada do card.

## Card Oficial
Nota 1 Pelo Cinturão Peso Galo do UFC.

## Bônus da noite
- Luta da Noite:  Ramsey Nijem vs.  Carlos Diego Ferreira
- Performance da Noite:  T.J. Dillashaw e  Yancy Medeiros